# 2041 Lancelot
2041 Lancelot је астероид главног астероидног појаса. Приближан пречник астероида је 13,37 ,
а средња удаљеност астероида од Сунца износи 3,150 астрономских јединица (АЈ).
Инклинација (нагиб) орбите у односу на раван еклиптике је 2,982 степени, а орбитални период износи 2042,906 дана (5,593 година). Ексцентрицитет орбите астероида износи 0,201.
Апсолутна магнитуда астероида износи 12,20 а геометријски албедо 0,130.
Астероид је откривен 24. септембра 1960. године.